# طنة متغيرة
طنة متغيرة (الاسم العلمي: Tonna variegata) هي نوع من الحيوانات يتبع جنس الطنة من الفصيلة الطنية